# Walter Crook
Walter Crook (Whittle-le-Woods, 28 aprile 1912 – Mellor, 27 dicembre 1988) è stato un allenatore di calcio e calciatore inglese, di ruolo difensore.

## Carriera
Difensore bandiera del Blackburn, spende un'ultima stagione al Bolton prima del ritiro. Nel 1948 sostituisce il connazionale Robert Smith sulla panchina dell'Ajax. Nella stagione 1948-1949, la sua prima da allenatore, Crook termina il campionato al quarto posto e non accede alla fase finale. Nella stagione successiva, vince il girone iniziale e arriva quarto nel gruppo di sei squadre per decidere il vincitore del campionato, concludendo il torneo dietro i rivali cittadini del Blau-Wit. A fine anno lascia la squadra al connazionale Jack Reynolds. Nel 1953-54 torna all'Ajax: nel primo girone si fa precedere dai concittadini del DWS e non passa alla fase successiva. Nel 1954-55 allena il Wigan.
Al Blackburn detiene il record per il maggior numero di partite consecutive disputate in campionato, 208 tra il 1934 e il 1946.